# Fallout (serie)

Logo ufficiale della serie

Fallout è una serie di videogiochi ambientati in un futuro post-apocalittico a cavallo tra il ventiduesimo e il ventitreesimo secolo, ma che vedono l'iconografia atompunk tipica degli Stati Uniti d'America degli anni cinquanta dominati dall'incubo di una guerra nucleare.
Il titolo si riferisce alla ricaduta radioattiva, detta fall-out.
I primi due capitoli (Fallout, Fallout 2), usciti sul mercato a fine anni novanta, appartengono al genere dei videogiochi di ruolo e sono stati pubblicati da Interplay Entertainment. Successivamente, nel 2001, viene pubblicato uno spin-off, Fallout: Tactics, appartenente al genere tattico, pur conservando elementi da gioco di ruolo. Nel 2004 Bethesda Softworks ha acquisito i diritti del marchio, cambiandone genere in action RPG, e ha pubblicato Fallout 3 nel 2008. Dopo uno spin-off intitolato Fallout: New Vegas (sviluppato da Obsidian Entertainment) nel 2010, Bethesda ha pubblicato Fallout 4 nel 2015. Nel 2018 esce Fallout 76, uno spin-off prequel online.
Dopo l'acquisizione di Bethesda da parte di Microsoft nel 2021, Fallout diventa ufficialmente una proprietà intellettuale degli Xbox Game Studios.

## Storia
Il primo Fallout (1997), nelle intenzioni del suo produttore esecutivo Brian Fargo, nacque come seguito ideale del precedente videogioco di ruolo postapocalittico Wasteland (1988). Anche Wasteland era stato sviluppato dalla Interplay, ma pubblicato da un diverso editore, e i diritti su di esso erano rimasti all'editore, perciò Fallout non poteva esserne un seguito ufficiale.
Il progetto nacque come Vault 13: A GURPS Post-Nuclear Adventure, basato sul sistema di regole generico per giochi di ruolo GURPS, ma poi questo venne sostituito dal sistema SPECIAL, originale e brevettato. La Steve Jackson Games (editrice di GURPS) si tirò indietro dal progetto, lasciando ben poco tempo agli sviluppatori per ideare un nuovo sistema.
I principi fondamentali su cui si doveva basare il gioco non cambiarono: più possibili soluzioni ai problemi incontrati dal giocatore, presenza di umorismo nero ma mai demenziale, pari importanza a tutte le caratteristiche per favorire la varietà negli stili di gioco, possibilità di influenzare tangibilmente il mondo di gioco e le relazioni tra personaggi con le proprie scelte.
Si può dire che Fallout abbia avviato un sottogenere dei videogiochi di ruolo, avendo posto con successo l'enfasi su certi elementi poi ripresi da molte produzioni successive: notevole libertà nello sviluppo del personaggio, tramite statistiche e abilità, e non classi o modelli predefiniti; storia suddivisa in sottotrame, apparentemente non correlate ma che lo diventano progredendo nell'avventura, e che possono sfociare in finali diversi.
Fallout 2 (1998) uscì a pochi mesi di distanza dal predecessore e ne riutilizza pesantemente interfaccia ed elementi. È il tipico seguito, che amplia il predecessore sotto ogni aspetto: scenari molto più vasti, maggior varietà di equipaggiamento (tra cui un'automobile), enorme numero di sottotrame, segreti e incontri particolari. L'umorismo smorza un po' di più la cupa ambientazione, ma sono presenti temi forti come sesso, droga ed estrema violenza, anche contro minori, tanto che vennero sollevate delle polemiche e in alcuni paesi vennero censurati i personaggi bambini.
Gran parte della squadra di sviluppo (per Fallout 2 divenuta Black Isle Studios) è diversa da quella di Fallout. Il cambio di staff, la grande estensione del gioco e il poco tempo a disposizione non facilitarono lo sviluppo, per cui Fallout 2 soffre di molti bug; comunque i suoi lati positivi superarono di gran lunga i negativi.
Nel frattempo, dopo Fallout, uno dei suoi principali sviluppatori, Tim Cain, e altri colleghi, lasciarono la Interplay per fondare Troika Games; l'azienda completò solo tre progetti, dei quali Arcanum: Of Steamworks and Magick Obscura è quello che più riprende stile e meccaniche di Fallout.
Tanto Fallout quanto Fallout 2, con circa 100 000 copie vendute a testa, non furono un successo commerciale all'altezza delle aspettative. Probabilmente il pubblico li percepiva come superati per via della grafica bidimensionale, in un periodo in cui la tridimensionalità stava prendendo piede.
Ciò non impedì a questi primi titoli di affermarsi col tempo come dei classici. Fallout rimane molto apprezzato per ambientazione, sceneggiatura e meccaniche di gioco, e rappresenta una pietra miliare del videogioco di ruolo occidentale.
Il terzo titolo della serie realizzato dalla Interplay è Fallout Tactics: Brotherhood of Steel, che però si discosta dai precedenti e diviene un gioco strategico, con componente di ruolo minima. Oltre all'ambientazione, perlopiù vennero mantenute interfaccia e visuale isometrica dell'originale. Pur avendo caratteristiche interessanti, come la possibilità di affrontare battaglie a turni individuali, a turni delle due fazioni o in tempo reale, non fu notevole quanto i predecessori.
Interplay tentò di arricchire la saga con altri titoli secondari, ma con scarso successo. In particolare pubblicò Fallout: Brotherhood of Steel, un GdR d'azione per console poco riuscito, e abbozzò un MMORPG di Fallout che costò all'azienda una causa legale per inadempienza.
Per il terzo titolo della serie principale, Interplay affidò a Black Isle Studios un nuovo progetto noto come Van Buren, dotato di motore grafico tridimensionale e di altri arricchimenti come la scelta fra combattimenti a turni o in tempo reale. Anch'esso però non venne mai completato, a causa delle difficoltà economiche dell'azienda madre.
In seguito agli insuccessi e al declino della Interplay la serie venne acquisita dalla Bethesda Softworks, all'epoca nota per la serie The Elder Scrolls; Bethesda pubblicò in seguito Fallout 3 (2008, dieci anni dopo Fallout 2) e Fallout 4 (2015), che si distanziano fondamentalmente dai primi due e hanno un'impostazione simile ai noti open world fantasy dell'azienda.
Negli anni 2020 la serie è ancora in mano alla Bethesda, che ha pubblicato anche gli spin-off Fallout: New Vegas (2010), Fallout Shelter (2015) e Fallout 76 (2018).

## Serie principale
| Anno | Titolo    | Sviluppo                | Piattaforma                                                      |
| ---- | --------- | ----------------------- | ---------------------------------------------------------------- |
| 1997 | Fallout   | Interplay Entertainment | Windows, OS X                                                    |
| 1998 | Fallout 2 | Black Isle Studios      | Windows, OS X                                                    |
| 2008 | Fallout 3 | Bethesda Game Studios   | Windows, PlayStation 3, Xbox 360                                 |
| 2015 | Fallout 4 | Bethesda Game Studios   | Windows, PlayStation 4, Xbox One, PlayStation 5, Xbox Series X/S |

### Fallout(1997)
L'anno è il 2161 e le montagne della California proteggono il Vault 13 da quasi un secolo. Tuttavia un giorno il chip necessario per la purificazione dell'acqua del Vault si guasta. Il protagonista è chiamato ad affrontare il mondo esterno (ed essere il primo a uscire dal rifugio) per cercare il pezzo di ricambio necessario per salvare la propria gente.

### Fallout 2(1998)

Schermata di Fallout 2: il protagonista si trova a New Reno, costruita sulle rovine di Reno

La storia è ambientata nel 2241, ottant'anni dopo i fatti narrati nel precedente episodio. Il villaggio tribale di Arroyo, i cui abitanti affermano di essere i discendenti del mitico abitante del Vault (Vault Dweller), è vittima di una terribile carestia. Il giocatore interpreta il ruolo del prescelto ("Chosen One"), al quale l'anziana del villaggio ha dato il compito di seguire le orme dell'illustre antenato alla ricerca di un artefatto risalente all'epoca pre-bellica: un Garden of Eden Creation Kit (GECK). Tali dispositivi erano stati dati in dotazione a ogni Vault per permettere ai sopravvissuti di trasformare nuovamente il mondo esterno in un luogo abitabile.

### Fallout 3(2008)
Nell'anno 2277 la vita tranquilla degli abitanti del Vault 101 viene sconvolta da una serie di allarmi e da una notizia sconvolgente: il padre del protagonista, scienziato e medico della struttura, è fuggito nella Zona Contaminata della Capitale mandando su tutte le furie il sovrintendente del Vault. Per sopravvivere il diciannovenne abitante del Vault è costretto alla fuga, con il compito di ritrovare suo padre e chiarire i motivi che lo hanno spinto ad avventurarsi nel deserto post-nucleare di Washington.

### Fallout 4(2015)
Il 2 giugno 2015 alle 16:00 la Bethesda ha apportato una modifica al sito web ufficiale inserendo la famigerata scritta «Please Stand By», con un conto alla rovescia, al termine del quale ha mostrato sul canale Twitch il video promozionale ufficiale con spezzoni di gioco di Fallout 4. Il gioco è ambientato a Boston e ha lo stesso motore grafico di The Elder Scrolls V: Skyrim, il Creation Engine. La storia è ambienta nell'anno 2287 (dieci anni dopo gli eventi di Fallout 3 e sei anni dopo Fallout: New Vegas). Il protagonista è l'abitante del Vault 111, che lascia il Vault attraversando la Zona Contaminata del Commonwealth in cerca di suo figlio, rapito dall'istituto.

## Spin-off
| Anno | Titolo                                | Sviluppo                | Piattaforma                      |
| ---- | ------------------------------------- | ----------------------- | -------------------------------- |
| 2001 | Fallout Tactics: Brotherhood of Steel | Micro Forté             | Windows                          |
| 2004 | Fallout: Brotherhood of Steel         | Interplay Entertainment | PlayStation 2 Xbox               |
| 2010 | Fallout: New Vegas                    | Obsidian Entertainment  | Windows, PlayStation 3, Xbox 360 |
| 2018 | Fallout 76                            | Bethesda Game Studios   | Windows, PlayStation 4, Xbox One |

### Fallout Tactics: Brotherhood of Steel(2001)
Pochi mesi dopo gli avvenimenti raccontati nel primo capitolo la Confraternita d'Acciaio (Brotherhood of Steel) si trova a un bivio: accogliere tra le proprie file degli "esterni", rivelando al mondo i segreti tecnologici tanto protetti, oppure continuare con la propria politica di conservazione della conoscenza, rischiando però l'estinzione. Le due fazioni dibattono a lungo, ma alla fine prevale la politica dell'isolamento. Per evitare conflitti interni, i principali rappresentanti della minoranza vengono spediti in missione al di là delle montagne orientali. Una tempesta si abbatte sui loro dirigibili, causando molte vittime. I sopravvissuti, tuttavia, non si perdono d'animo e fondano una nuova confraternita nei pressi delle rovine della città di Chicago, con la speranza di fare ritorno, un giorno, al quartier generale in California.

### Fallout: Brotherhood of Steel(2004)
Fallout: Brotherhood of Steel è un videogioco d'azione sviluppato e pubblicato da Interplay Entertainment per PlayStation 2 e Xbox. Distribuito il 13 gennaio 2004, Fallout: Brotherhood of Steel è il quarto videogioco ambientato nel mondo di Fallout e il primo pubblicato esclusivamente per le console. La storia narra le vicende di un iniziato della Confraternita d'Acciaio.

### Fallout: New Vegas(2010)
Fallout: New Vegas è sviluppato da Obsidian Entertainment e pubblicato da Bethesda Softworks per Microsoft Windows, PlayStation 3 e Xbox 360. Non è un seguito diretto di Fallout 3, ma utilizza lo stesso stile e il medesimo motore grafico; Obsidian è stata fondata da Feargus Urquhart e Chris Avellone, due ex dipendenti di Black Isle Studios che avevano lavorato in passato ai precedenti Fallout e Fallout 2. Il gioco è ambientato a Las Vegas, dopo la grande guerra tra gli Stati Uniti e la Cina. La storia è ambientata nell'anno 2281, quattro anni dopo gli eventi di Fallout 3 e quaranta anni dopo quelli di Fallout 2. Il protagonista, conosciuto come "il corriere", dopo essere scampato dalla morte cerca i suoi assalitori percorrendo la Zona Contaminata del Mojave.

### Fallout 76(2018)
Ambientato nel 2102, 25 anni dopo la caduta delle bombe, questo prequel costituisce il primo gioco interamente online della saga. I giocatori interpreteranno uno dei sopravvissuti del Vault 76, Vault di controllo progettato per aprirsi dopo 25 anni dalla chiusura e spingere gli abitanti a colonizzare nuovamente la Virginia Occidentale. Il gioco è stato presentato durante l'E3 del 2018 ed è uscito il 14 novembre 2018. I DLC gratuiti Wastelanders e Steel Dawn spostano il gioco in avanti rispettivamente di uno e due anni, nel 2103 e nel 2104 (26 e 27 anni dopo le bombe).

### Divergenze politiche ed economiche

La bandiera usata dagli Stati Uniti in Fallout, fino al 2077

### La grande guerra del 2077

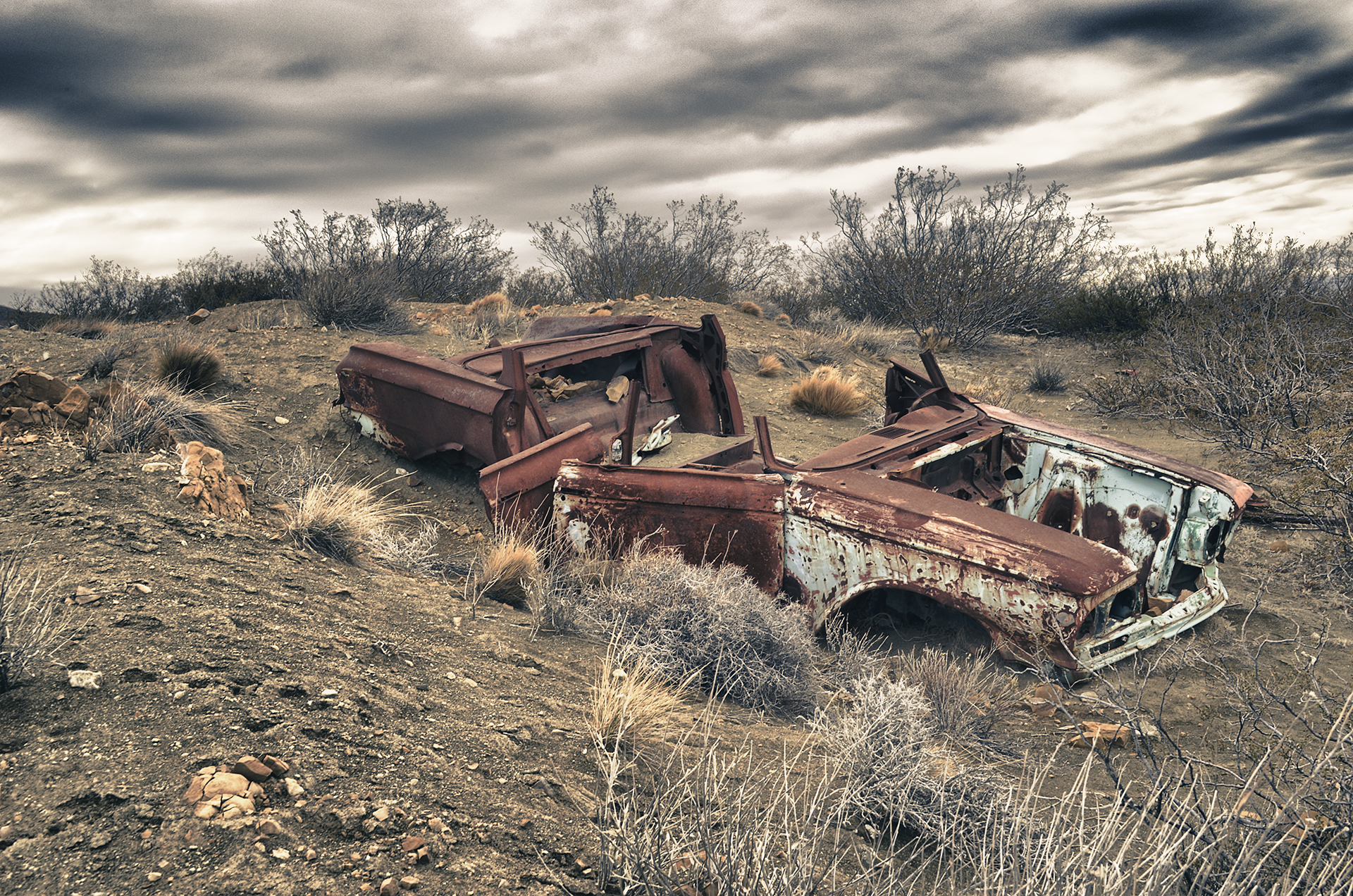
Iconica visione della Zona Contaminata tipica dell'universo di Fallout: cielo grigio o perennemente nuvoloso, clima e ambiente radioattivo e desertico-arido con steppa (per esempio il deserto del Mojave) e rottami sparsi di automobili arrugginite da decenni

## I Vault

Logo della Vault-Tec

### Il Programma di Preservazione Sociale

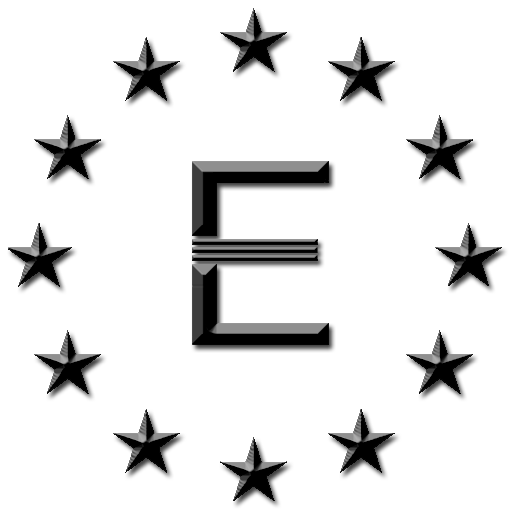
Il logo dell'Enclave, l'organizzazione post-nucleare discendente del governo ombra che avviò il Programma di Preservazione Sociale; non essendoci più un governo ufficiale, l'Enclave si propone come nuova guida degli Stati Uniti